# ゴッホ 契約の兄弟
『ゴッホ 契約の兄弟』（ゴッホ けいやくのきょうだい）は、美術史家である新関公子の芸術評論。兄弟であるフィンセント・ファン・ゴッホとテオドルス・ファン・ゴッホの間で行われた文通や関係者による膨大な記録を精読することで、2人の関係を再検証している。

## 反響
2012年に、優れた芸術評論を発表した人に対して賞を贈呈し芸術文化を振興することを目的としている第22回吉田秀和賞を受賞した。

## 書誌情報
- 単行本: 403ページ
- 出版社: ブリュッケ
- 出版年: 2011年11月[2]